# Джеймс Гейвен
Джеймс Гейвен (англ. James Haven; уроджений Джеймс Гейвен Войт; 11 травня 1973, Лос-Анджелес, Каліфорнія, США) — американський актор. Син акторів Джона Войта та Маршелін Бертран, старший брат акторки Анджеліни Джолі.

## Ранні роки
Народилася в Лос-Анджелесі в сім'ї акторів Джона Войта та Маршелін Бертран. Його молодша сестра — Анджеліна Джолі стала акторкою. Його дядьками були співак й автор пісень Чіп Тейлор і геолог і вулканолог Баррі Войт. По батьковій лінії має німецьке та словацьке походження. З боку матері має франко-канадське, голландське, польське та німецьке походження. Бертран заявляла про ірокезьке походження, але Войт спростував цю інформацію, заявивши, що вони вигадали історію про ірокезів, щоб надати Бертран «екзотичності».
Після розлучення батьків 1976 року Гейвена та його сестру виховувала мати у католицькій вірі. Вона з дітьми переїхала в присілок Палісейдс, Нью-Йорк, кинувши акторську діяльність. Через десять років, коли Гейвену було 13 років, сім'я повернулася до Лос-Анджелеса, де він навчався в середній школі Беверлі-Гіллз. Після закінчення школи вступив до Школи кінематографічних мистецтв Університету Південної Каліфорнії. У студентські роки став лавреатом премії Джорджа Лукаса за знятий ним студентський фільм, у якому зіграла його сестра.

## Кар'єра
Професійну акторську кар'єру почав 1998 року. Протягом цього часу виконував другорядні ролі в кількох фільмах за участю його сестри, Анджеліни Джолі, а саме «Джіа» (1998), «Пекельна кухня» (1998) і «Спокуса» (2001). Він також з'явився у «Балі монстрів» (2001) разом з тодішнім швагером Біллі Бобом Торнтоном. З'явився в епізодах 2004 року серіалу «CSI: Місце злочину» і 2007 року серіалу «Гра».
2005 року був виконавчим продюсером документального фільму «Труделл», який розповідає про життя та творчість музиканта й активіста санті сіу Джона Труделла. Стрічка стала офіційним вибором на кінофестивалях «Санденс» і «Трайбека»; отримала спеціальний приз журі як найкращий документальний фільм на Міжнародному кінофестивалі в Сіетлі. 2011 року став виконавчим продюсером короткометражного комедійного фільму «Це наша Мері», який розповідає про двох акторок, які очікують остаточного рішення про відбір на роль Діви Марії на релігійній кіностудії.
З 2006 року очолював виконавчу раду фестивалю та нагороди «Артівіст», що висвітлює фільми, присвячені правам людини, правам тварин й екологічним проблемам.
2013 року призупинив кар'єру.
Зняв свого батька й Антона Єльчіна у короткометражному фільмі «Суд совісті» (2015).

## Особисте життя
Як і сестра кілька років не підтримував зв'язок з батьком, протягом яких юридично відмовився від прізвища «Войт». Після смерті матері від раку яєчників 27 січня 2007 року помирився з батьком після шестирічної розлуки. Виховувався католиком і став народженим згори християнином 2009 року.

## Фільмографія
| Рік  |    | Українська назва     | Оригінальна назва              | Роль            |
| ---- | -- | -------------------- | ------------------------------ | --------------- |
| 1998 | тф | Джіа                 | Gia                            | молодий чоловік |
| 1998 | ф  | Пекельна кухня       | Hell's Kitchen                 | бармен          |
| 1999 | ф  | Памʼятний альбом     | Scrapbook                      | Джеймі Парк     |
| 2001 | ф  | Спокуса              | Original Sin                   | Фауст           |
| 2001 | ф  | Бал монстрів         | Monster's Ball                 | охоронець       |
| 2002 | ф  | Оушен Парк           | Ocean Park                     | молодик         |
| 2003 | ф  | Смертельне полювання | Hunting of Man                 | Ашер            |
| 2004 | с  | CSI: Місце злочину   | CSI: Crime Scene Investigation | Лазарус Кейн    |
| 2004 | кф |                      | Rent-a-Person                  | Джеймс Коулман  |
| 2004 | ф  | Перерваний світанок  | Breaking Dawn                  | Дон Вейк        |
| 2006 | ф  | Лишитися живим       | Stay Alive                     | Джонатан Малкус |
| 2007 | кф |                      | Validation                     | необізнана пара |
| 2007 | с  | Гра                  | The Game                       | режисер         |
| 2012 | ф  | Глибоко у серці      | Deep in the Heart              | Гері            |
| 2013 | кф |                      | Easy Silence                   | Трент           |